# کیوان باژن
کیوان باژن (متولد ۱ اردیبهشت ۱۳۵۱) نویسنده و روزنامه‌نگار ایرانی و عضو هیئت دبیران کانون نویسندگان است.

## فعالیت
کیوان باژن نویسنده و روزنامه‌نگار در دهه ۱۳۸۰ به کانون نویسندگان ایران پیوست و دو دوره به عضویت هیئت دبیران انتخاب شد. باژن از نیمه دهه ۱۳۷۰ چندین کتاب داستان منتشر کرده‌است، "دیروز تا بی نهایت صفر… !"(رمان)،"از پشت دیوارهای خاکستری" (مجموعه داستان) و"در کوچه‌های اضطراب" (مجموعه داستان) کتاب‌های منتشره باژن در حیطه ادبیات داستانی ست. افزون بر این از او آثاری پژوهشی و همچنین گفتارهایی در زمینه تاریخ شفاهی ادبیات معاصر ایران منتشر شده‌است.

## محکومیت و حبس
کیوان باژن، رضا خندان (مهابادی) و بکتاش آبتین، اردیبهشت ۱۳۹۸ در شعبه ۲۸ دادگاه انقلاب اسلامی تهران به ریاست قاضی مقیسه محاکمه و هر یک به شش سال زندان محکوم شدند. چندی بعد حکم باژن در دادگاه تجدید نظر به سه سال و شش ماه کاهش یافت و از تاریخ ۵ مهر ۱۳۹۹ به اجرا درآمد. مبنای اتهام‌های منتسب به این سه عضو کانون نویسندگان ایران، دفاعشان از آزادی بیان و مبارزه با سانسور و مصداق این اتهام‌ها مشارکت در تدوین کتاب «۵۰ سال کانون نویسندگان ایران»، انتشار نشریهٔ داخلی و بیانیه‌های کانون، حضور بر مزار محمد مختاری و محمدجعفر پوینده و شرکت در مراسم سالگرد احمد شاملو بوده‌است.

## آزادی مشروط
کیوان باژن، نویسنده، روزنامه‌نگار و عضو کانون نویسندگان ایران روز ۱۸ اسفند ماه، پس از گذراندن بیش از یک سوم از حکم سه و نیم سالهٔ خود به صورت مشروط از زندان اوین آزاد شد.
او در سال ۱۴۰۰ جایزه سالانه «آزادی برای نوشتن» انجمن قلم آمریکا را به همراه رضا خندان (مهابادی) و بکتاش آبتین دریافت کرد.

## آثار
- دیروز تا بی‌نهایت صفر (رمان)
- از پشت دیوارهای خاکستری (مجموعه‌داستان)
- در کوچه‌های اضطراب (مجموعه‌داستان)
- انسان رودرروی جهان (مجموعه‌گفتگو)
- تاریخ شفاهی ادبیات معاصر ایران (بخش گفتگوها)
- همراه با احمد محمود